# Gravity (Iowa)
Gravity è un comune degli Stati Uniti d'America, situato nello Stato dell'Iowa, nella contea di Taylor.